# Bevaix
Bevaix je bývalá samostatná obec v kantonu Neuchâtel na západě Švýcarska. Žije zde asi 3800 obyvatel. 
Dříve samostatná obec vytvořila k 1. lednu 2018 společně s obcemi Fresens, Gorgier, Montalchez, Saint-Aubin-Sauges a Vaumarcus novou obec La Grande Béroche.

## Geografie
Bevaix leží v nadmořské výšce 475 m, 11 km jihozápadně od hlavního města kantonu, Neuchâtelu. Obec se nachází na planině na jižním úpatí Jury, která je asi o 50 metrů výše než břeh Neuchâtelského jezera.
Území obce o rozloze 10,8 km² zahrnuje část na severozápadním břehu Neuchâtelského jezera v oblasti mysu Pointe du Grain. Zde má jezero pouze úzký, částečně bažinatý a rákosím porostlý pás břehu, za nímž se pevnina rychle zvedá o přibližně 50 metrů do roviny Bevaix. Na západě se obecní pozemky rozprostírají na hustě zalesněném svahu (Forêt de Bevaix) až k hoře Montagne de Boudry na antiklinále nejpřednějšího jurského masivu. Jedná se o nejvyšší bod Bevaix ve výšce 1335 m n. m.. V roce 1997 bylo 13 % rozlohy obce pokryto zastavěnou plochou, 48 % lesy a lesními porosty, 38 % zemědělstvím a necelé 1 % neproduktivní půdou.
Součástí Bevaix je vesnice L’Abbaye (471 m n. m.) na okraji roviny před strmým srázem k Neuchâtelskému jezeru, několik rekreačních a víkendových domů na břehu jezera, četné samostatné farmy a mládežnická ubytovna La Rouvraie. Sousedními obcemi Bevaix byly Gorgier, Boudry a Cortaillod.

## Historie

Letecký pohled (1954)

Bevaix má velmi dlouhou tradici osídlení, o čemž svědčí nálezy pozůstatků osad na břehu řeky z neolitu a doby bronzové. Do tohoto období lze datovat také dva sošky, menhir a pohřebiště z kultury popelnicových polí. Oblast kolem Bevaix byla osídlena také v době římské a burgundské.
První písemná zmínka o obci pochází z roku 998 pod názvem villa Bevacensi, kdy bylo šlechticem Rudolfem založeno převorství Bevaix a obdarováno statkem, který zhruba odpovídal dnešním hranicím obce. Klášter zpočátku patřil opatství Cluny, ale v roce 1139 (kdy se objevuje název Betuaci) byl převeden pod opatství Romainmôtier. Od roku 1263 se o správu klášterního majetku dělili převor, páni z Gorgier a páni z Colombier. Patrony kláštera byla hrabata z Neuchâtelu. Převorství bylo již na počátku 15. století ve špatném stavu a po reformaci zchátralo. Dnes na místě bývalého kláštera stojí zemědělská usedlost.
Po zrušení převorství převzali kontrolu nad Bevaix páni z Colombier a v roce 1564 přešel majetek na hrabata z Neuchâtelu. Od roku 1648 byl Neuchâtel knížectvím a od roku 1707 byl personální unií připojen k Pruskému království. V roce 1806 byla oblast postoupena Napoleonovi a v roce 1815 se v rámci Vídeňského kongresu stala součástí Švýcarské konfederace, ačkoli pruští králové zůstali knížaty Neuchâtelu až do Neuchâtelské smlouvy z roku 1857. Podle občanského práva tvořilo Bevaix mairie (obdoba politické obce), která byla v roce 1832 sloučena s panstvím Boudry.

## Obyvatelstvo
| Rok            | 1850 | 1900 | 1950 | 1960 | 1970 | 1980 | 1990 | 2000 | 2017 |
| Počet obyvatel | 740  | 1074 | 1217 | 1407 | 1945 | 2601 | 3375 | 3603 | 3784 |

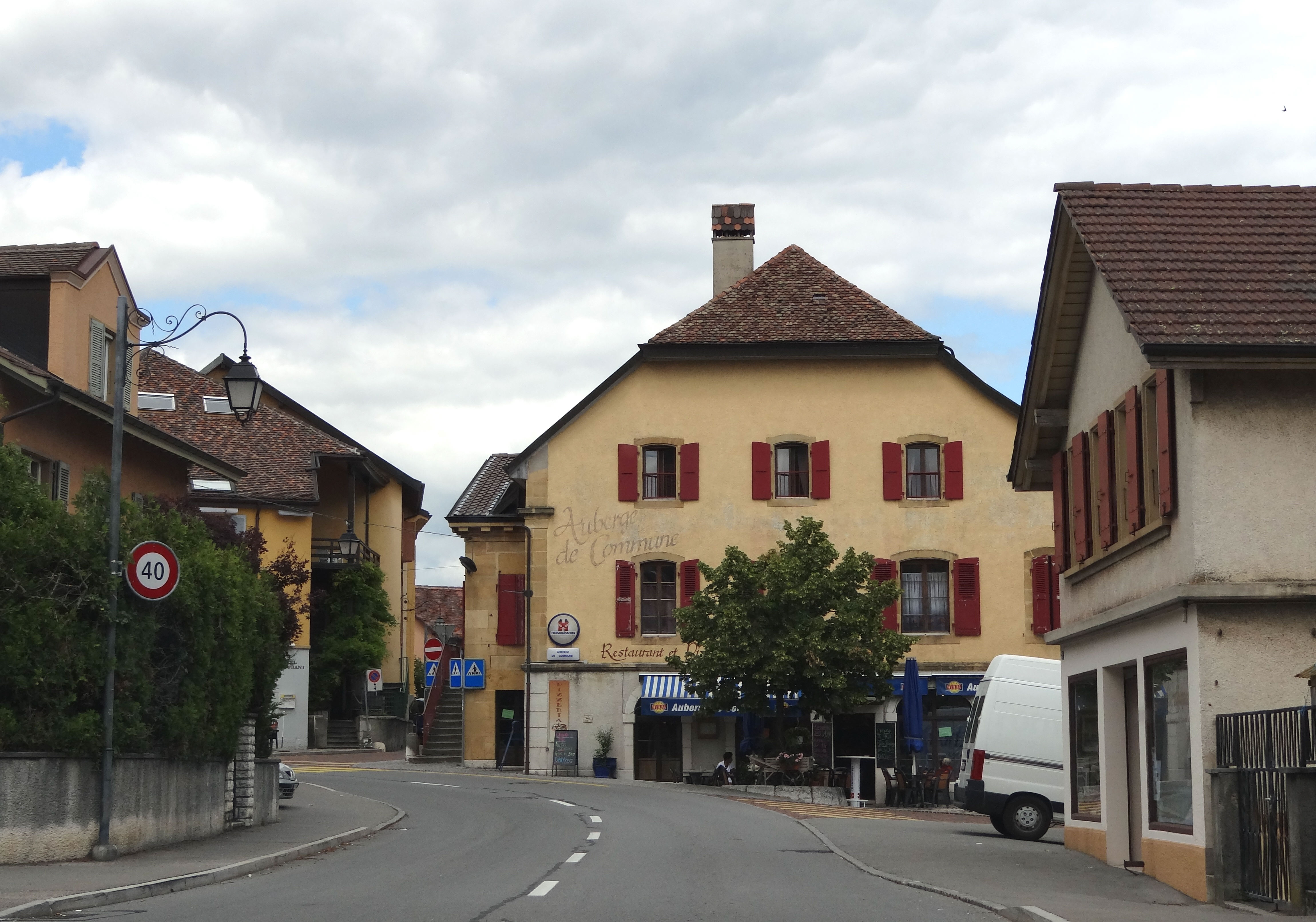
Centrum obce

Z obyvatel je 86,6 % francouzsky mluvících, 5,1 % německy mluvících a 2,4 % italsky mluvících (od roku 2000). Od roku 1950 došlo k silnému nárůstu populace, přičemž populace Bevaix se ztrojnásobila.

## Hospodářství
Bevaix bylo až do 20. století převážně zemědělskou obcí. V okolí obce je orná půda, zatímco strmé jižní svahy podél břehu jezera a v erozním údolí východně od obce jsou ideální pro pěstování vinné révy. Dnes se průmysl soustřeďuje na mikrotechnologie a stavebnictví. V La Tuilerie na břehu jezera se nachází stará továrna na cihly a dlaždice. V posledních desetiletích se Bevaix vyvinulo v rezidenční obec, z níž mnoho pracujících dojíždí za prací především do oblasti Neuchâtelu.

## Doprava
Bývalá obec má dobré dopravní spojení. Nachází se v blízkosti hlavní silnice č. 5 z Neuchâtelu do Yverdonu. V trase původního obchvatu obce byla postavena dálnice A5 (Neuchâtel–Yverdon), která byla otevřena v květnu 2005. Železniční trať Neuchâtel–Yverdon se stanicí v Bevaix byla otevřena 7. listopadu 1859. Doplňkové spoje veřejné dopravy zajišťuje autobusová linka, která vede z Boudry přes Bevaix do Saint-Aubin-Sauges.